# Медвежики
Медвежики (Медвежикі, пол. Miedwieżyki) — село в Польщі, у гміні Милейчиці Сім'ятицького повіту Підляського воєводства. Населення — 46 осіб (2011).

## Історія
Вперше згадується у XVIII столітті.
У 1975—1998 роках село належало до Білостоцького воєводства.

## Демографія
Демографічна структура станом на 31 березня 2011 року:
|          | Загалом | Допрацездатний вік | Працездатний вік | Постпрацездатний вік |
| -------- | ------- | ------------------ | ---------------- | -------------------- |
| Чоловіки | 19      | 3                  | 10               | 6                    |
| Жінки    | 27      | 0                  | 7                | 20                   |
| Разом    | 46      | 3                  | 17               | 26                   |